# Breña
El districte de Breña  és un dels 43 districtes que conformen la província de Lima i és part de la ciutat de Lima, capital del Perú.

## Història

### Època prehispànica
Abans de la conquesta espanyola, aquesta zona hauria estat part del gran curacazgo o senyoria d'Ichma (Lima), amb centre a Pachacámac, que s'estenia des del riu i vall de Lurín al Rímac. Els petits curacazgos estaven formats entorn del curs dels canals d'irrigació que permetien tenir àmplies zones agrícoles per mantenir els pobladors. Un d'aquests era la séquia o riu de la Magdalena, que tenia el seu origen al riu Rímac, ubicat darrere de l'actual Palau de Govern i es dirigia de nord a sud travessant l'actual districte de Breña.
En l'àrea nord de la primera delimitació del districte, es trobava l'huaca o complex de Makatampu (Macatambo), construccions de l'Intermedi Primerenc associades a la cultura Lima o Maranga (0-600 dC) de petits i grans adobs, i cantell rodat, amb enterraments posteriors i intrusius corresponents a l'Intermedi Tardà (900-1470 dC). La ubicació era l'antiga hisenda del Comte de les Torres, cap al nord de la quadra 27 de l'avinguda Argentina. Aquesta huaca va desaparèixer per l'expansió urbana entre els anys 1940 i 1948.
Al sud de la primera delimitació del districte hi ha el complex arqueològic Mateo Salado o Huaca de Azcona, que hauria estat seu del curacazgo de Lima. Constituït per cinc monticles piramidals construïts sobre grans tàpies, la seva extensió és d'1,2 hectàrees. Es considera que és de l'Intermedi Tardà (1000 dc -1470 dc) i de l'Horitzó Tardà (1470 dc -1532 dc). Antigament es trobava connectat mitjançant un estret camí emmurallat amb el grup arqueològic de Maranga.
Hi ha referències de l'existència d'una petita huaca (Panteoncito) cap a la quadra tercera de l'avinguda Brasil.

### Època colonial
Des de 1618 havia estat requeriment de la població de Lima la construcció d'una muralla per defensar a la ciutat de les possibles incursions de pirates o atacs per part dels indígenes. Més de mig segle després va ser el prevere flamenc, Jean Raymond Coninck, cosmògraf gran del regne, que va fer el projecte. Arribat al Perú el 1655, havia estat deixeble dels científics jesuïtes Gregorio de San Vicente i Andrés Jacquet i tenia coneixements arquitectònics únics per a la seva època.
El virrei Melchor de Navarra y Rocaful, Duc de la Palata, es va entossudir en la construcció. Els treballs van començar el 1685 i el 1687 es va inaugurar l'obra. De més de 5 metres d'ample i 4.5 d'altura, s'estenia aproximadament en 11.700 metres. Comptava amb 34 bastions defensius i 5 accessos a la ciutat. Cap a l'oest hi havia la Portada de Monserrate, la Portada real del Callao, la Porta de San Jacinto, la Portada de Juan Simón o Camacho, i la de Matamandinga o Guadalupe.
Traspassades aquestes portades cap a l'oest, entre la de Monserrate i la del Callao, en el marge esquerre del riu Rímac hi havia les terres anomenades del Comte de la Vega del Ren i més a l'oest les del Comte de la Torre Velarde; a l'oest de les portades del Callao, Juan Simón i Guadalupe, estaven les terres de conreu anomenades Chacra Colorada, seguint la Séquia de La Legua. Cap al sud hi havia la hisenda del capità Joaquín Manuel de Azcona i Buega, comte de San Carlos, amb una casa hisenda d'acurats murals i jocs d'aigua (actual Centre Loyola).

### Època republicana
Lima era una ciutat emmurallada encara el 1862, com mostra el plànol de la ciutat confeccionat el 1862 pel coronel Mariano Bolognesi. És el 2 de desembre de 1869 quan el president José Balta y Montero firma el decret pel qual s'estableix la demolició de les muralles, per donar pas al creixement urbà. El 1878, el viatger Edmundo Cotteau fa referència a què les muralles havien estat demolides per donar pas a nous carrers. Segons el plànol de P. V. Jouanny, gravat per F. Dafour a París (1880), la ciutat de Lima acabava per l'oest a l'avinguda Circumval·lació (Alfonso Ugarte), traçada sobre l'espai que havien ocupat les muralles de l'oest.
En el plànol de Lima elaborat per l'enginyer de l'Estat Santiago M. Basurco, doctor en ciències, datat el 1904, cap a l'oest de l'avinguda Alfonso Ugarte s'ubica el lloc anomenat Chacra Colorada. Seguint cap al sud la mateixa avinguda i vorejant l'avinguda Piérola (El Brasil), es troba la hisenda de Breña (d'aquí ve el nom del districte); més al sud la hisenda dels Desemparados i a l'oest la hisenda d'Azcona.
En el plànol topogràfic de Lima, Callao i els seus voltants (1907), apareixen els llocs denominats Breña, Chacra Colorada, Azcona i Rios. El riu (séquia) Magdalena o Maranga creua de nord en sud, dividint Azcona i Chacra Colorada, el que després seria el carrer Aguarico, per seguir per Napo i desembocar a l'avinguda del Río, cosa que va determinar el traçat de les urbanitzacions i carrers. Això es veu clar en el plànol de Ricardo Tizón y Bueno, enginyer civil i agrimensor (1908).
D'aquell mateix any és el plànol de les Empresas Eléctricas Asociadas (enginyer Enrique E. Silgado), el primer que mostra tota la superfície de Lima, Callao, balnearis i espais intermedis. Entre aquests, apareixen Breña, Chacra Colorada, Azcona, Chacra Ríos i Desemparados. Per a aquella època ja s'havia construït edificacions sobre el costat oest de l'Avinguda Circunvalación, i a la zona més pròxima a la ciutat de l'Avinguda del Progreso (Veneçuela).
:

1. Basílica de María Auxiliadora

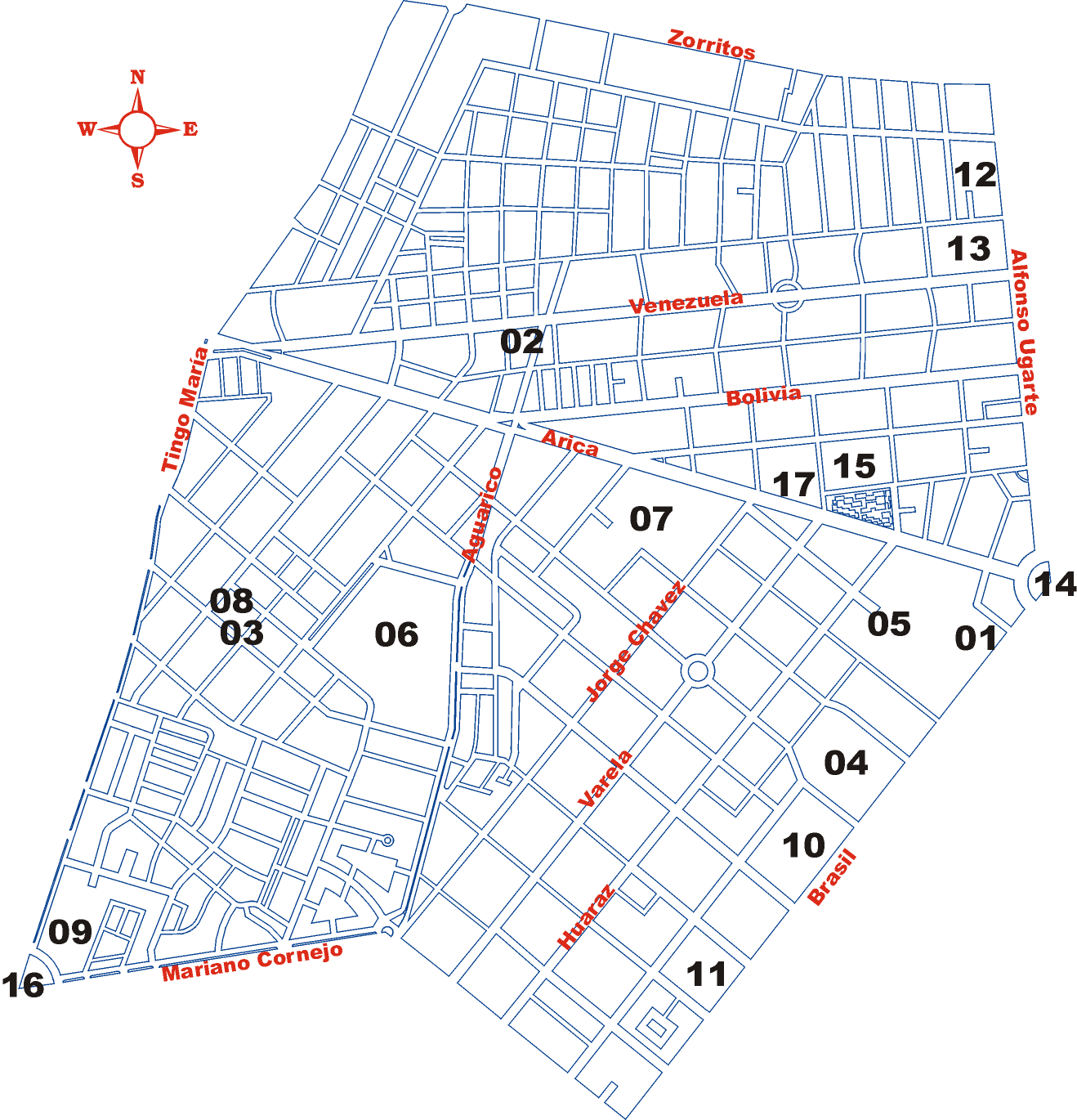
Plànol del districte de Breña

2. Iglesia de Nuestra Señora de los Desamparados 

3. Iglesia de San Pablo y Nuestra Señora del Carmen

4. Colegio María Auxiliadora

5. Colegio Salesiano de Breña

6. Colegio Mariano Melgar

7. Colegio La Salle

8. Colegio Luz Casanova

9. Colegio 9 de Octubre "Colegio Chino"

10. Instituto Nacional de Salud del Niño (ex Hospital del Niño)

11. Canal 13

12. Partido Aprista Peruano

13. Hipermercado Metro (Alfonso Ugarte)

14. Plaza Bolognesi

15. Dirección de Migraciones - Ministerio del Interior del Perú

16. Plaza de la Bandera

17. Municipalidad de Breña

### Fundació
Durant el Govern del general Manuel Odría Amoretti, per Llei Núm. 11059 del 15 de juliol de 1949 va ser creat el districte de Breña. Porta el nom de la hisenda del mateix nom, respon al vocable espanyol que significa "terra trencada entre penyes i poblada de brossa" i no fa referència, com molts suposen, al mariscal Andrés A. Càceres ni a la Campanya de la Breña.
Breña va ser pensada com una enorme zona industrial que d'est a oest anava des de l'avinguda Alfonso Ugarte fins al Callao, i de nord en sud des del riu fins a Santa Beatriz. La relativa bonança econòmica del Perú a conseqüència de la Segona Guerra Mundial i de la Guerra de Corea, va portar a la planificació d'espais per a la indústria i els conjunts residencials per als treballadors. Inclús un dels temples catòlics va anar ideat com a monument art decó, amb reminiscències de modernitat. Però la segona meitat del segle XX no va correspondre a les expectatives.
El districte, que incloïa les urbanitzacions de Breña, Chacra Colorada, Garden City, Azcona, Chacra Ríos, Dos de mayo, Conde de las Torres i Wiese, va ser retallat una dècada després, en gairebé la meitat de la seva extensió. Actualment encara pertanyen al districte les urbanitzacions de Breña, Chacra Colorada, Garden City i Azcona.

## Ubicació geogràfica
Punts geodèsics demarcatoris:
| Intersecció                                | Coordenades                       | Cota     |
| ------------------------------------------ | --------------------------------- | -------- |
| Av. Alfonso Ugarte - Jr. Zorritos          | 12° 3' 2.72" S - 77° 2' 32.77" O  | 139 msnm |
| Plaza Bolognesi                            | 12° 3' 37.09" S - 77° 2' 29.69" O | 134 msnm |
| Av. Brasil - Jr. Pedro Ruiz Gallo          | 12° 4' 12.13" S - 77° 2' 58.68" O | 112 msnm |
| Jr. Pedro Ruiz Gallo - Av. Mariano Cornejo | 12° 3' 59.40" S - 77° 3' 15.03" O | 109 msnm |
| Plaza de la Bandera                        | 12° 4' 3.00" S - 77° 3' 40.28" O  | 100 msnm |
| Av. Tingo María - Jr. Zorritos             | 12° 2' 56.30" S - 77° 3' 13.34" O | 120 msnm |

Breña es troba localitzada en el centre del nucli urbà de Lima Metropolitana, molt pròxima al centre històric de Lima. Les avingudes Tingo María, Zorritos i Alfonso Ugarte són els seus límits per l'oest, nord i aquest respectivament amb el districte de Lima; l'avinguda Brasil és el límit pel sud-est amb el districte de Jesús María i les avingudes Mariano Cornejo i Pedro Ruiz Gallo els límits pel sud amb el districte de Pueblo Libre.